# Дібругарх
Дібругарх (асс. ডিব্ৰুগড়, англ. Dibrugarh) — місто у Північно-Східній Індії (штат Ассам), адміністративний центр однойменного округу.

## Географія
Місто розташоване у північній частині штату у середній течії Брахмапутри.

### Клімат
Місто знаходиться у зоні, котра характеризується вологим субтропічним кліматом. Найтепліший місяць — серпень із середньою температурою 28.2 °C (82.8 °F). Найхолодніший місяць — січень, із середньою температурою 15.9 °С (60.6 °F).
| Клімат Дібругарха       | Клімат Дібругарха | Клімат Дібругарха | Клімат Дібругарха | Клімат Дібругарха | Клімат Дібругарха | Клімат Дібругарха | Клімат Дібругарха | Клімат Дібругарха | Клімат Дібругарха | Клімат Дібругарха | Клімат Дібругарха | Клімат Дібругарха | Клімат Дібругарха |
| Показник                | Січ.              | Лют.              | Бер.              | Квіт.             | Трав.             | Черв.             | Лип.              | Серп.             | Вер.              | Жовт.             | Лист.             | Груд.             | Рік               |
| Абсолютний максимум, °C | 28                | 32                | 33                | 35                | 36                | 38                | 37                | 37                | 36                | 36                | 31                | 32                | 38                |
| Середній максимум, °C   | 22,7              | 23,9              | 26,5              | 27,9              | 29,4              | 30,9              | 31                | 31,6              | 30,7              | 29,5              | 27,1              | 24                | 27,9              |
| Середня температура, °C | 15,9              | 18,1              | 21,1              | 23,3              | 25,6              | 27,5              | 27,8              | 28,2              | 27,3              | 25,1              | 20,9              | 16,9              | 23,1              |
| Середній мінімум, °C    | 9,1               | 12,2              | 15,6              | 18,7              | 21,7              | 24                | 24,5              | 24,8              | 23,8              | 20,6              | 14,6              | 9,8               | 18,3              |
| Абсолютний мінімум, °C  | 2                 | 4                 | 6                 | 12                | 16                | 15                | 17                | 21                | 16                | 12                | 8                 | 2                 | 2                 |
| Норма опадів, мм        | 32                | 78.5              | 109.7             | 218.7             | 316               | 419.5             | 520.9             | 443.8             | 333.1             | 143.4             | 24.7              | 18                | 2658.3            |
| Днів з дощем            | 3                 | 4                 | 6                 | 7                 | 9                 | 18                | 19                | 17                | 12                | 7                 | 2                 | 1                 | 109               |
| Вологість повітря, %    | 81                | 78                | 72                | 76                | 84                | 86                | 87                | 88                | 85                | 84                | 80                | 81                | 82                |
| ----------------------- | ----------------- | ----------------- | ----------------- | ----------------- | ----------------- | ----------------- | ----------------- | ----------------- | ----------------- | ----------------- | ----------------- | ----------------- | ----------------- |
| Джерело: Weatherbase    |                   |                   |                   |                   |                   |                   |                   |                   |                   |                   |                   |                   |                   |